# Etizolam

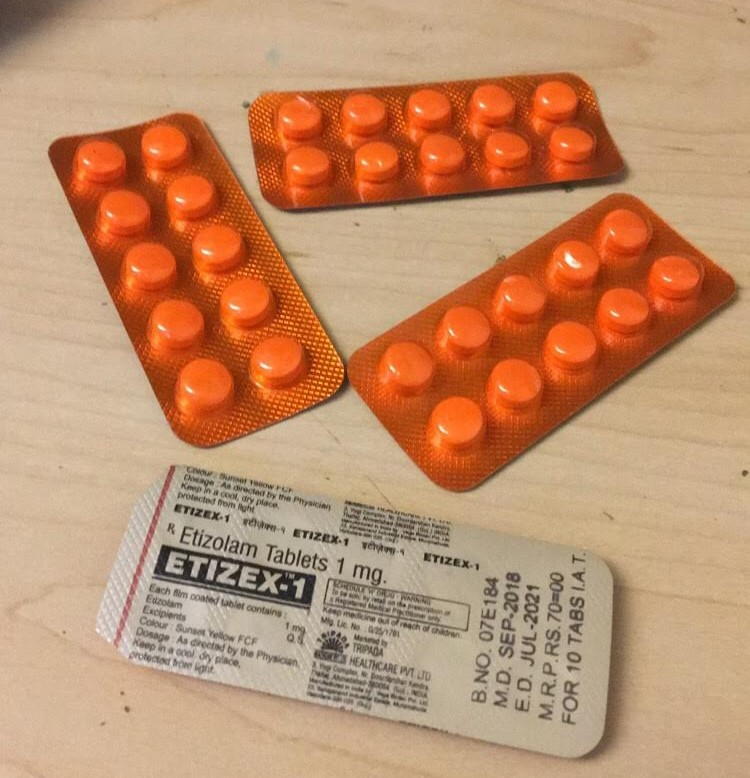
Viên nén etizolam nhãn hiệu Etizex

Etizolam (được bán trên thị trường dưới nhiều tên biệt dược) là một dẫn xuất thienodiazepine  là một chất tương tự benzodiazepine. Phân tử etizolam khác với một loại thuốc benzodiazepine ở chỗ vòng benzen đã được thay thế bằng vòng thiophene và vòng triazole đã được hợp nhất, làm cho thuốc trở thành thienotriazolodiazepine. Nó có tính chất mất trí nhớ, giải lo âu, chống co giật, thôi miên, an thần và cơ xương.

Nó được cấp bằng sáng chế vào năm 1972  và được chấp thuận cho sử dụng y tế vào năm 1983.

## Sử dụng trong y tế
- Điều trị ngắn hạn chứng mất ngủ [11]
- Điều trị ngắn hạn các cơn lo âu hoặc các cơn hoảng loạn, nếu cần dùng một loại thuốc benzodiazepine [cần dẫn nguồn].

## Tác dụng phụ
- Blepharospasms với sử dụng lâu dài [12]

Rất hiếm
- Erythema annulare ly tâm da tổn thương [13]

### Chịu đựng, phụ thuộc và cai
Ngừng đột ngột hoặc nhanh chóng từ etizolam, như với các thuốc nhóm benzodiazepin, có thể dẫn đến sự xuất hiện của hội chứng cai thuốc benzodiazepine, bao gồm chứng mất ngủ hồi phục. Hội chứng ác tính thần kinh, một sự kiện hiếm gặp trong việc rút thuốc benzodiazepine, đã được ghi nhận trong một trường hợp rút thuốc đột ngột từ etizolam. Điều này đặc biệt có liên quan với thời gian bán hủy ngắn của etizolam so với các thuốc benzodiazepin như diazepam dẫn đến giảm nồng độ thuốc trong huyết tương nhanh hơn.
Trong một nghiên cứu so sánh hiệu quả của etizolam, alprazolam và bromazepam trong điều trị rối loạn lo âu tổng quát, cả ba loại thuốc đều giữ được hiệu quả sau 2 tuần, nhưng etizolam có hiệu quả hơn từ 2 tuần đến 4 tuần, một loại dung nạp ngược. Dùng.5 mg etizolam hai lần mỗi ngày không gây ra thiếu hụt nhận thức trong 3 tuần khi so sánh với giả dược.
Khi dùng nhiều liều etizolam, hoặc lorazepam, được sử dụng cho các tế bào thần kinh chuột, lorazepam gây ra sự điều hòa của các vị trí gắn kết với alpha-1 benzodiazepine (dung nạp / phụ thuộc), trong khi etizolam gây ra sự gia tăng các vị trí gắn kết với alpha-2 hiệu ứng). Đã dung nạp được tác dụng chống co giật của lorazepam, nhưng không thấy dung nạp đáng kể đối với tác dụng chống co giật của etizolam. Do đó, Etizolam có trách nhiệm giảm để gây ra sự dung nạp và sự phụ thuộc, so với các thuốc benzodiazepin cổ điển.

## Dược lý

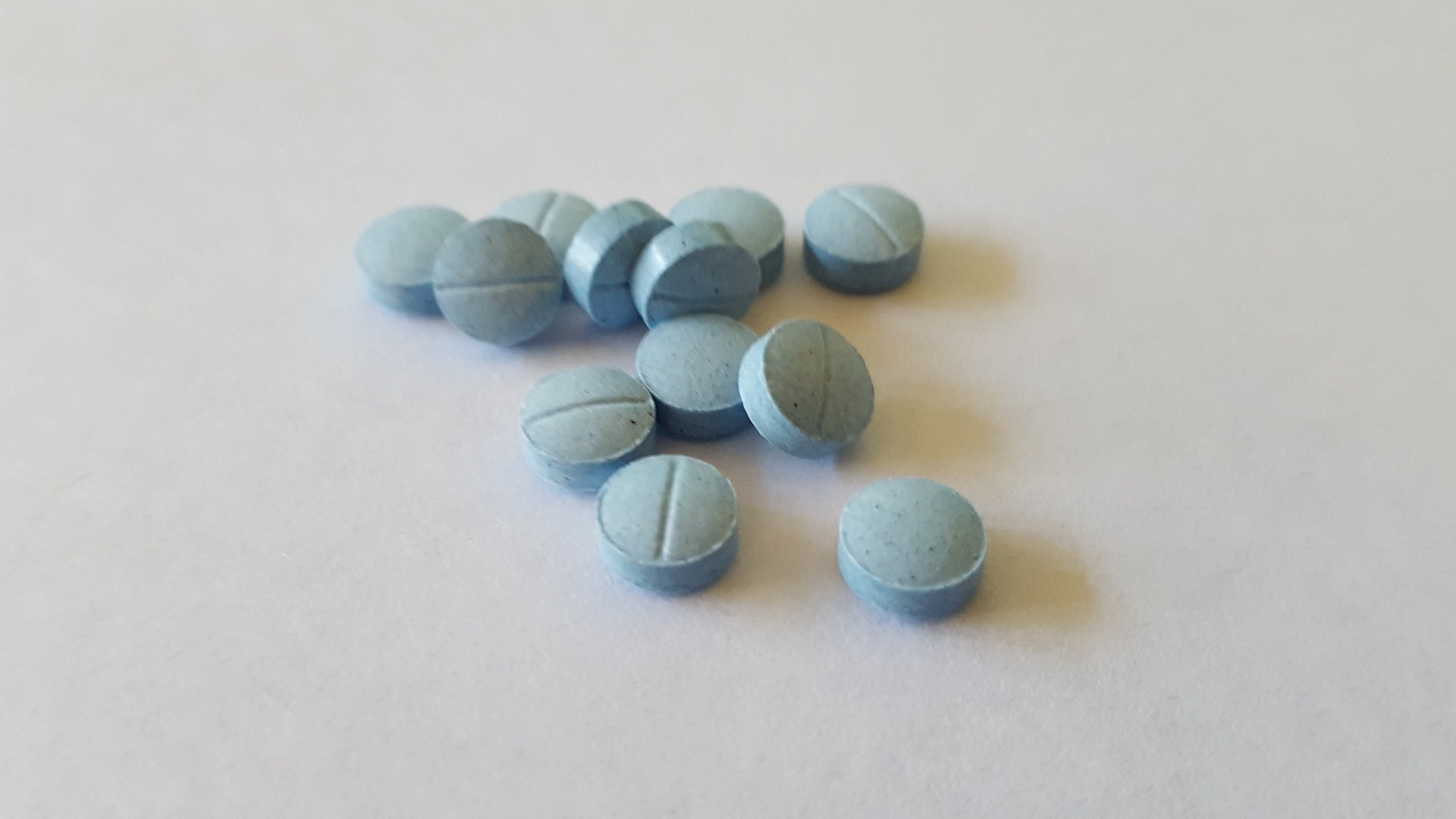
Thuốc Etizolam

Etizolam, một dẫn xuất thienodiazepine, được hấp thu khá nhanh, với nồng độ đỉnh trong huyết tương đạt được trong khoảng 30 phút đến 2 giờ. Nó có thời gian bán hủy trung bình khoảng 3,5 giờ. Etizolam sở hữu các đặc tính thôi miên mạnh, và có thể so sánh với các thuốc benzodiazepin tác dụng ngắn khác. Etizolam hoạt động như một chất chủ vận đầy đủ tại thụ thể benzodiazepine để tạo ra một loạt các tác dụng điều trị và tác dụng phụ.
Theo tờ PI của Ý  etizolam thuộc về một lớp mới của diazepines, thienotriazolodiazepines. Lớp mới này dễ bị oxy hóa, chuyển hóa nhanh và có nguy cơ tích lũy thấp hơn, ngay cả sau khi điều trị kéo dài. Etizolam có tác dụng giải lo âu lớn hơn khoảng 6 lần so với diazepam. Etizolam sản xuất, đặc biệt là ở liều lượng cao hơn, giảm thời gian ngủ, tăng tổng thời gian ngủ và giảm số lần thức giấc. Trong các thử nghiệm, không có thay đổi đáng kể trong giấc ngủ sâu; tuy nhiên, nó có thể làm giảm giấc ngủ REM. Trong các thử nghiệm điện não đồ của những người tình nguyện khỏe mạnh, etizolam cho thấy một số đặc điểm tương tự như thuốc chống trầm cảm ba vòng.

## Tương tác
Itraconazole và fluvoxamine làm chậm tốc độ đào thải etizolam, dẫn đến tích lũy etizolam, do đó làm tăng tác dụng dược lý của nó. Carbamazepine làm tăng tốc độ chuyển hóa etizolam, dẫn đến giảm tác dụng dược lý.

## Quá liều
Các trường hợp cố ý tự tử bằng cách sử dụng quá liều etizolam kết hợp với chất chủ vận GABA đã được báo cáo. Mặc dù etizolam có LD50 thấp hơn so với một số loại thuốc benzodiazepin, LD50 vẫn vượt xa liều lượng quy định hoặc khuyến cáo. Flumazenil, một chất đối kháng GABA được sử dụng để đảo ngược quá liều benzodiazepine, ức chế tác dụng của etizolam cũng như các thuốc benzodiazepin cổ điển như diazepam và chlordiazepoxide.